# Josef Früchtl
Josef Früchtl (* 23. Juni 1954 in Zandt bei Cham) ist ein deutscher Philosoph und Hochschullehrer. Von 1996 bis 2005 lehrte er an der Universität Münster, von 2005 bis 2020 an der Universiteit van Amsterdam (UvA). Früchtl zählt zur „dritten Generation“ der Frankfurter Schule, vor allem auf dem Gebiet der Ästhetik und Kulturtheorie.

## Leben
Früchtl war Schüler am Joseph-von-Fraunhofer Gymnasium (Cham/Opf.), Ludwigsgymnasium (Straubing) und Robert-Schuman-Gymnasium (Cham). Er studierte Philosophie, Germanistik und Soziologie an der Johann Wolfgang Goethe-Universität Frankfurt am Main. Mit einem Promotionsstipendium der Studienstiftung des deutschen Volkes ging er 1982/83 nach Paris. Im Januar 1986 promovierte er in Frankfurt bei Jürgen Habermas und Brigitte Scheer zum Doktor der Philosophie. Von 1987 bis 1989 war er Forschungsstipendiat der Alexander von Humboldt-Stiftung an der Universität Pisa. 1990 kehrte er mit einem Postdoc-Projekt der Deutschen Forschungsgemeinschaft (DFG) zum Thema „Ästhetik und Moral“ an den Fachbereich Philosophie der Universität Frankfurt zurück. Im Februar 1995 erkannte man ihm dort die Habilitation zu. 1996 wurde er zum Professor für Philosophie mit dem Schwerpunkt Ästhetik und Kulturtheorie an der Universität Münster (WWU) ernannt. Im Februar 2005 erfolgte die Berufung an die Universität von Amsterdam (UvA). Von 2007 bis 2012 und im Jahr 2017/18 war er dort Direktor des Departments für Philosophie. Früchtl ist seit 1999 mit der Historikerin Natalie Scholz verheiratet. Seit dem 23. Oktober 2020 ist er emeritiert.
Früchtl war Research Fellow am Internationalen Kolleg für Kulturtechnikforschung und Medienphilosophie (IKKM) Weimar im Jahr 2009, 2012 am Forschungskolleg-Humanwissenschaften der Universität Frankfurt am Main in Bad Homburg und 2015 am Internationalen Forschungszentrum Kulturwissenschaften (IFK) Wien/Linz. Von 2002 bis 2005 war er Präsident der Deutschen Gesellschaft für Ästhetik. Zwanzig Jahre, von 2003 bis einschließlich 2023, war er Mitherausgeber der im Meiner-Verlag erscheinenden Zeitschrift für Ästhetik und Allgemeine Kunstwissenschaft.
Seit 1985 ist er mit Artikeln zu geisteswissenschaftlichen Themen und Rezensionen von Sachbüchern in allen großen deutschen Tageszeitungen vertreten, seit 2013 vor allem im Philosophie Magazin und seit 2017 vermehrt auch in Rundfunkbeiträgen. In niederländischen Tageszeitungen sind zahlreiche Beiträge zur aktuellen Hochschulpolitik erschienen.

## Forschungsschwerpunkte
Früchtls Forschungsschwerpunkte sind die philosophische Ästhetik, speziell in ihrem Verhältnis zu Ethik und Politik, die Philosophie der Kunst, speziell des Films, und Theorien der Moderne.
Seine Dissertation Mimesis – Konstellation eines Zentralbegriffs bei Adorno (1986) ist die erste umfassende und systematische Analyse des Begriffs der Mimesis bei Adorno.
Die Habilitationsschrift Ästhetische Erfahrung und moralisches Urteil (1996) schlägt eine Rehabilitierung der Ästhetik in ihrem Verhältnis zur Ethik vor und orientiert sich dabei an Kants Kritik der Urteilskraft sowie an philosophischen Modellen der Moderne-Postmoderne-Diskussion.
Film und Theorie der Moderne werden in dem Buch Das unverschämte Ich. Eine Heldengeschichte der Moderne (2004) zentral. Das Konzept der Moderne wird hier, zusammen mit dem der Subjektivität, nach verschiedenen Schichten differenziert und in Bezug gesetzt zum Massenmedium des Films, genauer den Genres des Western, des Thrillers und der Science Fiction.
Früchtls Interesse am Film wird auch durch epistemologische und ontologische Fragen angeleitet. In seinem Buch Vertrauen in die Welt (2013) sind Stanley Cavell und Gilles Deleuze die wichtigsten Theoretiker, an die er kritisch anknüpft. Der Film kann demnach auf seine Weise den in der Moderne verlorengegangenen Glauben an die Welt wiederherstellen.
Demokratie der Gefühle. Ein ästhetisches Plädoyer (2021) versucht eine Antwort auf die zweifache Frage, welche Rolle Gefühle faktisch und normativ in einer demokratischen Lebensform spielen, und welche Rolle dabei die von Kunst und populärer Kultur angeleiteten Erfahrungen spielen.

## Schriften

### Monographien
- Mimesis – Konstellation eines Zentralbegriffs bei Adorno, Königshausen & Neumann, Würzburg 1986.
- Ästhetische Erfahrung und moralisches Urteil. Eine Rehabilitierung, Suhrkamp, Frankfurt am Main 1996.
- Das unverschämte Ich. Eine Heldengeschichte der Moderne, Suhrkamp, Frankfurt am Main 2004; engl. transl.: The Impertinent Self. A Heroic History of Modernity, Stanford University Press, 2009.
- Vertrauen in die Welt. Eine Philosophie des Films, Fink, München 2013; engl. transl.: Trust in the World. A Philosophy of Film, Routledge, New York & London 2018.
- Demokratie der Gefühle. Ein ästhetisches Plädoyer, Meiner, Hamburg 2021.

### Herausgeberschaften
- Geist gegen den Zeitgeist. Erinnern an Adorno, hg. zus. mit Marina Calloni, Suhrkamp, Frankfurt am Main 1991.
- Sorgfalt des Denkens. Festschrift für Brigitte Scheer, in Verbindung mit dem Forum für Philosophie Bad Homburg, Königshausen & Neumann, Würzburg 1995.
- Ästhetik der Inszenierung. Dimensionen eines künstlerischen, kulturellen und gesellschaftlichen Phänomens, hg. zus. mit Jörg Zimmermann, Suhrkamp, Frankfurt am Main 2001.
- Kunst und Demokratie. Positionen zu Beginn des 21. Jahrhunderts, Sonderheft der Zeitschrift für Ästhetik und Allgemeine Kunstwissenschaft, hg. zus. mit Ursula Franke, Meiner, Hamburg 2003.
- Ästhetik in metaphysikkritischen Zeiten. 100 Jahre Zeitschrift für Ästhetik und Allgemeine Kunstwissenschaft, Sonderheft 8 der Zeitschrift für Ästhetik und Allgemeine Kunstwissenschaft, hg. zus. mit Maria Moog-Grünewald, Meiner, Hamburg 2007.
- Braucht Demokratie Helden?, Themenheft der Neuen Rundschau, hg. zus. mit Alexander Roesler, 132. Jg., H. 1, Fischer, Frankfurt am Main 2021.